# Bataille de Shigisan
La bataille de Shigisan (信貴山, mont Shigi) (parfois écrit à tort « bataille de Shigisen »), Teibi no ran (丁未の乱), Teibi no hen (丁未の変), Teibi no eki (丁未の役) ou Mononobe no Moriya no hen (物部守屋の変) est une bataille livrée en 587 entre Soga no Umako et Mononobe no Moriya au bord de la rivière Eka (餌香川) dans la province de Kawachi, près du mont Shigi.
La bataille décime pratiquement le clan Mononobe, le plus puissant opposant au bouddhisme,,,.

## Source de la traduction
- (en) Cet article est partiellement ou en totalité issu de l’article de Wikipédia en anglais intitulé « Teibi Incident » (voir la liste des auteurs).